# Штадтбан Карлсруе
49°00′32″ пн. ш. 8°24′36″ сх. д. / 49.009° пн. ш. 8.41° сх. д.
Штадтбан Карлсруе (нім. Karlsruhe Stadtbahn) — німецька мережа трамвай-поїзд, що сполучає трамвайні лінії у місті Карлсруе із залізницями у навколишній сільській місцевості, обслуговуючи весь регіон долини Верхнього Рейну та створюючи сполучення з сусідніми регіонами.
Штадтбан є поєднанням U-Bahn з S-Bahn, долаючи межу між трамваєм та потягом.
Його логотип не містить зелено-білого символу S-Bahn, що використовується в інших німецьких S-Bahn, і цей символ використовується лише на зупинках і станціях за межами міської зони трафіку трамваїв.
Ідея з'єднати трамвайні та залізничні лінії одна з одною, щоб мати можливість запропонувати привабливу транспортну мережу для міста та околиць, була розроблена в Карлсруе та поступово реалізована в 1980-х і 1990-х роках, а мережа почала працювати в 1992 році.

Ця ідея, відома як модель Карлсруе або трамвай-потяг, була адаптована іншими європейськими містами.
Штадтбан Карлсруе є під орудою Albtal-Verkehrs-Gesellschaft (транспортна корпорація долини Альба, AVG), Verkehrsbetriebe Karlsruhe (транспортне управління Карлсруе, VBK) і Deutsche Bahn (DB).
Два оператори міського транспорту, VBK і AVG, керують більшістю послуг, тоді як DB відповідає за дистанції від Пфорцгайма і Бреттену до Бітігайм-Біссінген.
Станом на 2013 рік для AVG довжина маршрутів штадтбану Карлсруе, що не обслуговується DB, становить 262,4 км,

з 12 лініями
,
що обслуговують 190 станцій.

## Мережа
Штадтбан Карлсруе має 13 ліній чотирьох різновидів:
- Трамвайні лінії електрифіковані 750 В постійного струму. Це лінія S2, під орудою VBK на додаток до власних семи трамвайних ліній.
- Комбінація дистанцій трамвайних ліній у місті Карлсруе та ліній AVG, електрифікованих 750 В постійного струму. Це лінії S1, S11 і S12.
- Комбінація дистанцій трамвайних ліній у містах Карлсруе, Верт-на-Рейні, Бад-Вільдбад і Гайльбронн, електрифікованих 750 В постійного струму, і залізничних ліній DB і AVG, електрифікованих 15 кВ змінного струму, 16,7 Гц. Це лінії S4, S41, S42, S5, S51, S52, S6, S7 і S8.
- Чисто залізничні перевезення на коліях DB і AVG, електрифікованих 15 кВ змінного струму. Це лінії S31, S32, S71 і S81.

### Лінії
| № лінії | Маршрут | Станції | Залізниці                                                                                   | Оператор                  |
| S1      | Гохштеттен — Бад-Герренальб Гохштеттен — Еггенштайн-Леопольдсгафен — Нойройт — Йоркштрасе — Марктплац — Карлсруе-Головний — Альбтальбан — Рюппурр — Еттлінген — Вальдбронн — Бад-Герренальб                                                               | 54      | Гардтбан, Альбтальбан                                                                       | AVG, VBK                  |
| S11     | Гохштеттен — Карлсбад Гохштеттен — Еггенштайн-Леопольдсгафен — Нойройт — Йоркштрасе — Марктплац — Карлсруе-Головний — Альбтальбан — Рюппурр — Еттлінген — Вальдбронн — Карлсбад                                                                           | 56      | Гардтбан, Альбтальбан, Залізниця Бузенбах — Іттерсбах                                       | AVG, VBK                  |
| S12     | Карлсруе-Райнгафен – Ламейплац – Йоркштрассе – Ойропаплац – Кольпінгплац – Альбтальбангоф – Еттлінген – Бузенбах – Лангенштайнбах – Іттерсбах | 27      | Залізниця Бузенбах — Іттерсбах, Альбтальбан                                                 | AVG, VBK                  |
| S2      | Штутензе — Райнштеттен Шпек — Бланкенлох — Гагсфельд — Дурлагер-Тор — Марктплац — Ентенфанг — Даксланден — Райнштеттен | 47      | Карлсруе-Локальбан, Ентенфанг — Райнштеттен штадтбан                                        | AVG, VBK                  |
| S31     | Карлсруе-Головний — Оденгайм Естрінген — Карлсруе-Дурлах — Бруксаль — Убштадт-Орт — Оденгайм | 16      | Райнтальбан, Кацбахбан                                                                      | AVG                       |
| S32     | Карлсруе-Головний — Менцинген Карлсруе-Головний — Карлсруе-Дурлах — Брухзаль — Убштадт-Орт — Менцинген | 18      | Райнтальбан, Кацбахбан, Крайхтальбан                                                        | AVG                       |
| S4      | Карлсруе-Альбтальбангоф — Ерінген — Каппель Альбтальбангоф — Карлсруе-Головний — Рюппуррер-Тор — Кроненплац — Дурлагер-Тор — Туллаштрассе/ФБК — Дурлах — Гретцинген-Обераусштрассе — Бреттен — Еппінген — Гайльбронн — Вайнсберг — Еринген-Каппель        | 73      | Райнтальбан, Залізниця Карлсруе — Мюлаккер, Крайхгаубан, Залізниця Крайльсгайм – Гайльбронн | AVG, Stadtwerke Heilbronn |
| S41     | Гайльбронн — Гайльбронн Гайльбронн/Віллі-Брандт-Плац — Гармоні / Кунсталле — – Неккарзульм — Бад-Фрідріхсгалль-Головний — Неккарельц — Мосбах (Баден) | 22      | Франкенбан, Неккартальбан, Залізниця Неккарельц — Остербуркен                               | AVG, Stadtwerke Heilbronn |
| S42     | Гайльбронн — Неккарзульм Гайльбронн/Віллі¸-Брандт-Плац — Гармоні / Кунсталле — Технішес-Шульцентрум — Кауфланд — Неккарзульм | 11      | Франкенбан                                                                                  | AVG, Stadtwerke Heilbronn |
| S5      | Верт-Доршберг — Бітігайм-Біссінген Верт-ам-Райн — Максау — Ентенфанг — Йоркштрассе — Марктплац — Дурлагер -Тор — Туллаштрассе/ФБК — Дурлах — Гретцинген-Обераусштрассе — Пфінцталь — Пфорцгайм-Головний — Мюлаккер — Файхінген (Енц) — Бітігайм-Біссінген | 59      | Залізниця Вінден — Карлсруе, Залізниця Карлсруе — Мюлаккер, Вестбан                         | AVG, VBK                  |
| S51     | Гермерсгайм Гермерсхайм — Райнцаберн — Верт-ам-Райн — Максау — Вестбанхоф — Карлсруе-Головний — Маркплац | 26      | Залізниця Шифферштадт–Верт, залізниця Вінден — Карльсруе                                    | AVG, VBK                  |
| S52     | Гермерсгайм Гермерсхайм — Райнцаберн — Верт-ам-Райн — Ентенфанг — Йоркштрассе — Маркплац | 24      | Залізниця Шифферштадт–Верт, залізниця Вінден — Карльсруе                                    | AVG, VBK                  |
| S6      | Пфорцгайм-Головний — Бад-Вільдбад Пфорцгайм — Ноєнбюрг — Бад-Вільдбад | 19      | Енцтальбан                                                                                  | AVG                       |
| S7      | Карлсруе-Туллаштрассе — Ахерн Агерн — Баден-Баден — Раштат — Дурмерсгайм — Альбтальбангоф — Карлсруе-Головний — Рюппуррер-Тор — Кроненплац — Дурлагер-Тор — Туллаштрассе / VBK                                                                            | 23      | Райнбан, Райнтальбан                                                                        | AVG, VBK                  |
| S71     | Карлсруе-Головний — Ахерн Агерн — Баден-Баден — Раштат — Мальш — Карлсруе-Головний | 15      | Райнтальбан                                                                                 | AVG                       |
| S8      | Ойтінген-ім-Гой — Карлсруе-Туллаштрассе Ойтінген-ім-Гой — Фройденштадт-Головний — Байерсбронн — Форбах — Растатт — Дурмерсгайм — Карлсруе-Головний — Рюппуррер-Тор — Кроненплац — Карлсруе-Туллаштрассе / VBK                                             | 65      | Райнбан, Мургтальбан, Залізниця Гой — Фройденштадт                                          | AVG, VBK                  |
| S81     | Ойтінген-ім-Гой — Карлсруе-Головний (Герренберг –) Ойтінген-ім-Гой — Фройденштадт-Головний — Байерсбронн — Форбах — Растатт — Мальш — Карлсруе-Головний                                                                                                   | 53      | Райнтальбан, Мургтальбан, Залізниця Гой — Фройденштадт                                      | AVG                       |

### Колишні лінії
У 2019 році S5 припинив курсувати між Пфорцгаймом і Бітіггайм-Біссінгеном, його замінив MEX17a, що курсує тією ж лінією та зупиняться на тих самих станціях. 
Операції між Пфорцгаймом і Бітігхайм-Біссінгеном стали можливими завдяки угоді з німецьким національним оператором DB, яка дозволила AVG запускати свої послуги S5 у слотах, призначених для поїздів DB, фактично замінюючи їх. 
Оскільки у 2019 році DB передав кілька своїх ліній біля Штутгарта приватним операторам, маршрут між Пфорцгаймом і Бітігхайм-Біссінгеном перейшов під оруду abellio (тепер SWEG Bahn Stuttgart), завершивши роботу між Пфорцхаймом і Бітігхайм-Біссінгеном. 
Частина потягів між Пфорцгаймом і Верт-Бадепарком курсує в основному без змін, лише змінюється час прибуття та відправлення. 

У грудні 2022 року S9, на той час перейменований на S34 через лінію S9 міської залізниці RheinNeckar, що досягає Карлсруе, припинив роботу, і її повністю замінили поїзди MEX17c. 
Ще раніше, у 2019 році, більшість послуг S9 перейшли на цю лінію, залишивши лише кілька поїздів на день. 
.
Також протягом цього часу S71 і S81 втратили більшість своїх поїздів на користь DB, залишивши S71 з п’ятьма поїздами на день, а S81 — лише два поїзди на день, по одному на напрямок. 

## Рухомий склад
| Фото | Модель                             | Виробник               | Лінії                                    | Експлуатант | Доставка                | Кількість                        | Нумерація     | Довжина |
| ---- | ---------------------------------- | ---------------------- | ---------------------------------------- | ----------- | ----------------------- | -------------------------------- | ------------- | ------- |
|      | GT6-80C                            | Duewag                 | Виведені з експлуатації                  | AVG         | 1983 — 1984, 1987, 1989 | 20                               | 501 — 520     | 28,40 м |
|      | GT8-80C                            | Duewag                 | S1/S11                                   | AVG         | 1989 — 1997             | 40                               | 551 — 590     | 38,41 м |
|      | GT8-100C/2S                        | Duewag                 | S3/S31 S4 S5/S51/S52 S6 S7/S71 S8/S81 S9 | DB,VBK,AVG  | 1991 — 1995             | 36                               | 801 тà 836    | 37,61 м |
|      | GT8-100D/2S-M                      | Duewag / Siemens       | S3/S31 S4 S5/S51/S52 S6 S7/S71 S8/S81 S9 | AVG         | 1997 — 2005             | 86                               | 837 — 922     | 37,60 м |
|      | ET 2010 / Bombardier Flexity Swift | Bombardier             | S4/S41/S42 S5/S51/S52 S6 S7/S71 S9       | AVG / VBK   | 2011 — 2013 / 2017—2021 | 62 під замовлення, 42 доставлено | 923 — 952 / ? | 37,00 м |
|      | NET 2012 / Stadler Citylink        | Vossloh / Stadler Rail | S1/S11 S2                                | VBK         | 2014 — 2017             | 75 ·                             | 326 — ?       | 37,20 м |
|      | GT6-70D/N                          | Duewag / Siemens       | S2                                       | VBK         | 1995 — 2005             | 45                               | 221 — 265     | 29,50 м |
|      | GT8-70D/N                          | Duewag / Siemens       | S2                                       | VBK         | 1999 — 2003             | 25                               | 301 — 325     | 39,50 м |

## Референції
1. ↑  Geschichte der AVG 1990 bis 1999 [History of AVG 1990 to 1999] (нім.). Albtal Verkehrs Gesellschaft mbH (AVG). Архів оригіналу за 20 серпня 2017. Процитовано 27 листопада 2013. [Архівовано 2017-08-20 у Wayback Machine.]
2. ↑  Infrastruktur [Infrastructure] (нім.). Albtal Verkehrs Gesellschaft mbH (AVG). Архів оригіналу за 19 червня 2017. Процитовано 27 листопада 2013. [Архівовано 2017-06-19 у Wayback Machine.]
3. ↑  ÖPNV - Stadtbahn- und Buslinien [Public transport - tram and bus lines] (нім.). Albtal Verkehrs Gesellschaft mbH (AVG). Архів оригіналу за 5 листопада 2013. Процитовано 30 листопада 2013. [Архівовано 2013-11-05 у Wayback Machine.]
4. ↑  Stationen der AVG - Infrastruktur [Stations of AVG - Infrastructure] (нім.). Albtal Verkehrs Gesellschaft mbH (AVG). Архів оригіналу за 7 листопада 2017. Процитовано 27 листопада 2013. [Архівовано 2017-11-07 у Wayback Machine.]
5. ↑  Fahrplanwechsel am 15. Dezember bringt Änderungen für Bus-, Tram- und Stadtbahnkunden. www.avg.info (de-DE) . 3 грудня 2019. Процитовано 24 травня 2023. [Архівовано 2023-05-24 у Wayback Machine.]
6. ↑  Bahnzeiten ändern sich: Fahrplanwechsel bringt massive Neuerungen in der Region - Region - Pforzheimer-Zeitung. Pforzheimer Zeitung (нім.). 2 червня 2019. Процитовано 24 травня 2023.
7. ↑  Ab Juni 2019: AVG stellt Betrieb auf Linie S9 ein - neuer Betreiber übernimmt | ka-news. ka-news.de (нім.). 8 грудня 2017. Процитовано 24 травня 2023.
8. 1 2  Änderungen im Dezember 2022. Albtal Verkehrs Gesellschaft mbH (de-DE) . Архів оригіналу за 24 травня 2023. Процитовано 24 травня 2023. [Архівовано 2023-05-24 у Wayback Machine.]
9. ↑  Michel Chlastacz (20 décembre 2018). Karlsruhe : Bombardier étoffe la flotte.
10. ↑  (англ.) Keith Barrow (22 mai 2014). Karlsruhe receives first Vossloh tram-train.
11. ↑  (англ.) Keith Barrow (28 avril 2015). Karlsruhe orders more Vossloh tram-trains.
12. ↑  (англ.) Keith Barrow (24 mars 2016). More Citylink tram-trains for Karlsruhe.